# Limnohabitans curvus
Espèce
Limnohabitans curvus est une bactérie aérobie non motile que l'on trouve dans les eaux douces. Elle appartient au genre Limnohabitans de la famille des Comamonadaceae, qui a été isolée de la zone pélagique du lac de Mondsee en Autriche.

## Taxonomie
Le nom correct complet (avec auteur) de ce taxon est Limnohabitans curvus Hahn et al. 2010.

### Étymologie
Le nom de genre Limnohabitans vient du grec limnê qui veut dire "lac", et du latin habitans, "qui habite" ; le mot entier veut donc dire "habitant d'un lac", en référence à l'écosystème où l'espèce-type a été originellement isolée. Le nom d'espèce curvus provient du même mot latin signifiant "courbé" ou "incurvé", en référence à la forme des cellules de L. curvus.

## Morphologie et physiologie
Les cellules de Limnohabitans curvus sont en forme de bâtonnets courbés, d'une longueur de 1 à 1,5 µm et d'une épaisseur de 0,4 à 0,5 µm. Les colonies cultivées sur agar NSY sont incolores (non pigmentées), circulaires et convexes avec une surface lisse. La croissance a lieu à une température de 4 à 34 °C et à une salinité de 0 à 0,5%. Le taux de GC est de 55,5% et la souche-type MWH-C5 a été isolée du lac de Mondsee en Autriche.
Les cellules en culture se nourrissent de composés comme l'acétate, le glycérate, le pyruvate, le glucose ou encore le mannose. Elles n'assimilent en revanche pas des composés tels le glycérol, le lactate, l'arginine ou la spermidine.